# Автанділ Кенчадзе
Автанділ Кенчадзе (груз. ავთანდილ კენჭაძე; нар. 22 грудня 1995, Амбролаурі, мхаре Рача-Лечхумі та Квемо-Сванеті) — грузинський борець вільного стилю, чемпіон та срібний призер чемпіонату світу, чотириразовий бронзовий призер чемпіонатів Європи, бронзовий призер Європейських ігор.

## Життєпис
Боротьбою почав займатися з 2008 року.
Тренується в Центрі олімпійської підготовки, Тбілісі. Тренер — Гіоргі Гогшелідзе.

### Родина
Старший брат грузинського борця вільного стилю Ніко Кенчадзе — бронзового призера чемпіонату Європи. У муніципалітеті Чребало (мхаре Рача-Лечхумі та Квемо-Сванеті) на честь братів Кенчадзе була названа місцева спортивна школа.

## Спортивні результати на міжнародних змаганнях

### Виступи на Олімпіадах
| Змагання                    | Збірна | Вагова категорія          | Місце |
| --------------------------- | ------ | ------------------------- | ----- |
| Літні Олімпійські ігри 2020 | Грузія | вільна боротьба, до 74 кг | 12    |

### Виступи на Чемпіонатах світу
| Змагання                        | Збірна | Вагова категорія          | Місце  |
| ------------------------------- | ------ | ------------------------- | ------ |
| Чемпіонат світу з боротьби 2015 | Грузія | вільна боротьба, до 65 кг | 9      |
| Чемпіонат світу з боротьби 2018 | Грузія | вільна боротьба, до 74 кг | Срібло |
| Чемпіонат світу з боротьби 2019 | Грузія | вільна боротьба, до 74 кг | 32     |
| Чемпіонат світу з боротьби 2021 | Грузія | вільна боротьба, до 74 кг | 5      |
| Чемпіонат світу з боротьби 2023 | Грузія | вільна боротьба, до 74 кг | 21     |
| Чемпіонат світу з боротьби 2024 | Грузія | вільна боротьба, до 79 кг | Золото |

### Виступи на Чемпіонатах Європи
| Змагання                         | Збірна | Вагова категорія          | Місце  |
| -------------------------------- | ------ | ------------------------- | ------ |
| Чемпіонат Європи з боротьби 2017 | Грузія | вільна боротьба, до 74 кг | 7      |
| Чемпіонат Європи з боротьби 2018 | Грузія | вільна боротьба, до 74 кг | 13     |
| Чемпіонат Європи з боротьби 2019 | Грузія | вільна боротьба, до 74 кг | Бронза |
| Чемпіонат Європи з боротьби 2020 | Грузія | вільна боротьба, до 74 кг | Бронза |
| Чемпіонат Європи з боротьби 2021 | Грузія | вільна боротьба, до 74 кг | 8      |
| Чемпіонат Європи з боротьби 2023 | Грузія | вільна боротьба, до 74 кг | Бронза |
| Чемпіонат Європи з боротьби 2024 | Грузія | вільна боротьба, до 79 кг | Бронза |

### Виступи на Європейських іграх
| Змагання              | Збірна | Вагова категорія          | Місце  |
| --------------------- | ------ | ------------------------- | ------ |
| Європейські ігри 2015 | Грузія | вільна боротьба, до 65 кг | 13     |
| Європейські ігри 2019 | Грузія | вільна боротьба, до 74 кг | Бронза |

### Виступи на інших змаганнях
| Змагання                                                       | Збірна | Вагова категорія                | Місце  |
| -------------------------------------------------------------- | ------ | ------------------------------- | ------ |
| Гран-прі Парижа з боротьби 2016                                | Грузія | вільна боротьба, до 70 кг       | Срібло |
| Золотий Гран-прі з боротьби 2016                               | Грузія | вільна боротьба, до 74 кг       | Срібло |
| Клубний чемпіонат світу з боротьби 2016                        | Грузія | команда                         | 5      |
| Меморіал Вацлава Циолковського 2017                            | Грузія | вільна боротьба, до 74 кг       | Бронза |
| Турнір Олександра Медведя 2017                                 | Грузія | вільна боротьба, до 74 кг       | 11     |
| Турнір Степана Саргісяна 2017                                  | Грузія | вільна боротьба, до 74 кг       | Золото |
| Турнір Г. Картозія і В. Балавадзе 2018                         | Грузія | вільна боротьба, до 74 кг       | 10     |
| Відкритий чемпіонат Польщі з боротьби 2018                     | Грузія | вільна боротьба, до 74 кг       | Золото |
| Турнір Аланії з боротьби 2018                                  | Грузія | вільна боротьба, до 74 кг       | Срібло |
| Київський Міжнародний турнір з боротьби 2019                   | Грузія | вільна боротьба, до 74 кг       | Золото |
| Кубок Алроси 2019                                              | Грузія | Multiple Style Event, до F74 кг | Срібло |
| Кубок Алроси 2019                                              | Грузія | команда                         | Срібло |
| Олімпійський кваліфікаційний турнір з боротьби 2020 (Будапешт) | Грузія | вільна боротьба, до 74 кг       | Золото |
| Міжнародний меморіал Білла Фаррелла 2022                       | Грузія | вільна боротьба, до 79 кг       | Срібло |
| Відкритий чемпіонат Загреба з боротьби 2023                    | Грузія | вільна боротьба, до 79 кг       | Срібло |
| Турнір Ібрагіма Мустафи 2023                                   | Грузія | вільна боротьба, до 79 кг       | Золото |
| Меморіал Імре Поляка та Яноша Варги 2023                       | Грузія | вільна боротьба, до 79 кг       | 5      |
| Міжнародний меморіал Білла Фаррелла 2023                       | Грузія | вільна боротьба, до 86 кг       | 4      |
| Відкритий чемпіонат Загреба з боротьби 2024                    | Грузія | вільна боротьба, до 79 кг       | Срібло |
| Олімпійський кваліфікаційний турнір з боротьби 2024 (Стамбул)  | Грузія | вільна боротьба, до 74 кг       | 13     |

### Виступи на змаганнях молодших вікових груп
| Змагання                                       | Збірна | Вагова категорія          | Місце  |
| ---------------------------------------------- | ------ | ------------------------- | ------ |
| Чемпіонат Європи з боротьби серед юніорів 2015 | Грузія | вільна боротьба, до 66 кг | Бронза |
| Чемпіонат світу з боротьби серед юніорів 2015  | Грузія | вільна боротьба, до 66 кг | 5      |
| Чемпіонат Європи з боротьби до 23 років 2017   | Грузія | вільна боротьба, до 74 кг | Золото |
| Чемпіонат світу з боротьби до 23 років 2017    | Грузія | вільна боротьба, до 74 кг | Бронза |
| Чемпіонат Європи з боротьби до 23 років 2018   | Грузія | вільна боротьба, до 74 кг | Бронза |
| Чемпіонат світу з боротьби до 23 років 2018    | Грузія | вільна боротьба, до 74 кг | Золото |